# Сватово (Крым)
Сва́тово (до 1948 года Султана́ш; укр. Сватове, крымскотат. Sultanaş, Султанаш) — село в Красноперекопском районе Республики Крым, входит в состав Братского сельского поселения (согласно административно-территориальному делению Украины — Братского сельского совета Автономной Республики Крым).

## Население
| 2001 | 2014 |
| ---- | ---- |
| 230  | ↘142 |

Всеукраинская перепись 2001 года показала следующее распределение по носителям языка
| Язык             | Процент |
| ---------------- | ------- |
| украинский       | 39.13   |
| русский          | 36.52   |
| крымскотатарский | 24.35   |

### Динамика численности
| - 1805 год — 62 чел. - 1892 год — 13 чел. - 1900 год — 147 чел. - 1915 год — 7/2 чел. - 1926 год — 107 чел. | - 1939 год — 113 чел. - 1989 год — 185 чел. - 2001 год — 230 чел. - 2009 год — 179 чел. - 2014 год — 142 чел. |

## Современное состояние
На 2017 год в Сватово числится 4 улицы и 1 переулок; на 2009 год, по данным сельсовета, село занимало площадь 51,8 гектара, на которой в 72 дворах проживало 179 человек. Село связано автобусным сообщением с райцентром и соседними населёнными пунктами.

## География
Сватово расположено на юго-западе района, у границы с Первомайским районом, на правом берегу безымянного правого притока реки Воронцовки, высота центра села над уровнем моря — 10 м. Ближайшие сёла: Братское в 4 км на северо-восток, Полтавское в 3,5 км на юго-восток и Правда Первомайского района в 2,5 км на юг. Расстояние до райцентра — около 33 километров, ближайшая железнодорожная станция — Воинка (на линии Джанкой — Армянск) — примерно 17 километров. Транспортное сообщение осуществляется по региональной автодороге 35Н-289 Сватово — Полтавское (по украинской классификации — С-0-10718).

## История
Первое документальное упоминание села встречается в Камеральном Описании Крыма… 1784 года, судя по которому, в последний период Крымского ханства Султанаш входил в Четырлык кадылык Перекопского каймаканства. После присоединения Крыма к России (8) 19 апреля 1783 года, (8) 19 февраля 1784 года, именным указом Екатерины II сенату, на территории бывшего Крымского Ханства была образована Таврическая область и деревня была приписана к Перекопскому уезду. После Павловских реформ, с 1796 по 1802 год, входила в Перекопский уезд Новороссийской губернии. По новому административному делению, после создания 8 (20) октября 1802 года Таврической губернии, Султанаш был включён в состав Бустерчинской волости Перекопского уезда.
По Ведомости о всех селениях в Перекопском уезде состоящих с показанием в которой волости сколько числом дворов и душ… от 21 октября 1805 года, в деревне Султанаш числилось 5 дворов и 62 крымских татарина. На военно-топографической карте генерал-майора Мухина 1817 года деревня Солтанташ обозначена с 7 дворами. После реформы волостного деления 1829 года деревню, согласно «Ведомости о казённых волостях Таврической губернии 1829 года», передали в состав Ишуньской волости (переименованной из Бустерчинской). На карте 1836 года в деревне 8 дворов, а на карте 1842 года Султанаш обозначен условным знаком «малая деревня», то есть, менее 5 дворов.
В 1860-х годах, после земской реформы Александра II, деревню приписали к Ишуньской волости. Султанаш
упоминается в труде профессора А. Н. Козловского «Сведения о количестве и качестве воды в селениях, деревнях и колониях Таврической губернии…» 1867 года, согласно обследованиям которого вода в колодцах деревни была пресная «в достаточном количестве», а их глубина колебалась от 2 до 4 саженей (4—8 м). Видимо, вследствие эмиграции крымских татар в Турцию, деревня вскоре опустела и, если на трехверстовой карте Шуберта 1865 года Султанаш ещё обозначен, то на карте, на карте, с корректурой 1876 года, на его месте — безымянная кошара при колодце, а в дальнейшем, в доступных источниках второй половины XIX века не встречается.
Возродили поселение новые владельцы — Воронцовы. Согласно «…Памятной книжке Таврической губернии на 1892 год», на хуторе князя Воронцова (он же граф Шувалов) Султаном Джурчинской волости, не входившем ни в одно сельское общество, было 13 жителей в 2 домохозяйствах. По «…Памятной книжке Таврической губернии на 1900 год» в экономии Султанаш числилось 147 жителей в 17 дворах. По Статистическому справочнику Таврической губернии. Ч.II-я. Статистический очерк, выпуск пятый Перекопский уезд, 1915 год, на хуторе Воронцова Султанаш-Воронцовка Джурчинской волости Перекопского уезда числился 1 двор с русским населением в количестве 7 человек приписных жителей и 2 «посторонних», из которых 7 мужчин и 2 женщины. При экономии числилось 50 десятин земли, в хозяйстве имелось 800 голов мелкого скота.
После установления в Крыму Советской власти, по постановлению Крымревкома от 8 января 1921 года № 206 «Об изменении административных границ» была упразднена волостная система, Перекопский уезд переименовали в Джанкойский, в котором был образован Ишуньский район, в состав которого включили село, а в 1922 году уезды получили название округов. 11 октября 1923 года, согласно постановлению ВЦИК, в административное деление Крымской АССР были внесены изменения, в результате которых округа были отменены, Ишуньский район упразднён и село вошло в состав Джанкойского района. Согласно Списку населённых пунктов Крымской АССР по Всесоюзной переписи 17 декабря 1926 года, в селе Султанаш I-й и II-й, Воронцовского сельсовета Джанкойского района, числился 21 двор, из них 20 крестьянских, население составляло 107 человек. В национальном отношении учтено: 105 украинцев, 2 записаны в графе «прочие», но, на километровой карте Генштаба Красной армии 1941 года, в которой за картооснову, в основном, были взяты топографические карты Крыма масштаба 1:84000 1920 года и 1:21000 1912 года, оно не обозначено (есть на двухкилометровке РККА 1942 года). Постановлением ВЦИК от 30 октября 1930 года был восстановлен Ишуньский район и село, вместе с сельсоветом, включили в его состав. Постановлением Центрального исполнительного комитета Крымской АССР от 26 января 1938 года Ишуньский район был ликвидирован и создан Красноперекопский район с центром в поселке Армянск (по другим данным 22 февраля 1937 года), в который вошло село. По данным всесоюзной переписи населения 1939 года в селе проживало 113 человек.
С 25 июня 1946 года Султанташ в составе Крымской области РСФСР. В 1946—1948 годах в село начали прибывать переселенцы из различных областей Украины и России, действовал колхоз «Горки» (в 1952 году вошедший в состав колхоза имени Ленина. Указом Президиума Верховного Совета РСФСР от 18 мая 1948 года, Султанташ переименовали в Сватово. 26 апреля 1954 года Крымская область была передана из состава РСФСР в состав УССР. С 1954 года Сватово входило в Ильинский сельсовет, на 15 июня 1960 года — вновь в Воронцовский, с 1967 года — в составе Братского сельсовета. По данным переписи 1989 года в селе проживало 185 человек. С 12 февраля 1991 года село в восстановленной Крымской АССР, 26 февраля 1992 года переименованной в Автономную Республику Крым. С 21 марта 2014 года в составе Крыма аннексировано Россией.